# یواس‌اس مریلند (ای‌سی‌آر-۸)
یواس‌اس مریلند (ای‌سی‌آر-۸) (به انگلیسی: USS Maryland (ACR-8)) یک کشتی بود که طول آن ۵۰۴ فوت (۱۵۴ متر) بود. این کشتی در سال ۱۹۰۳ ساخته شد.